# Come Play
Come Play (engl. für „Komm spielen“) ist ein US-amerikanischer Horror-Thriller des Regisseurs und Drehbuchautors Jacob Chase, der am 30. Oktober 2020 in den USA in die Kinos kam. Der Film basiert auf Jacob Chases Kurzfilm Larry aus dem Jahr 2017. Die Hauptrollen spielen Azhy Robertson, Gillian Jacobs und John Gallagher Jr.
Der Film handelt von dem autistischen Grundschüler Oliver, der sich einsam fühlt und in seinem Smartphone Zuflucht sucht. Als eine mysteriöse Kreatur namens Larry durch Olivers Geräte in die reale Welt einzudringen versucht, müssen Olivers Eltern den Kampf aufnehmen, um ihren Sohn vor dem Monster zu retten.

## Handlung
Oliver ist ein autistischer Junge, der ein Smartphone benutzt, um mit Menschen zu kommunizieren, aber auch um Zuflucht vor der Einsamkeit in der Realität zu suchen. Er besucht die Schule und wird hauptsächlich von seiner Mutter Sarah betreut. Sein Vater Marty verbringt die meiste Zeit bei der Arbeit, um über die Runden zu kommen. Olivers Diagnose macht vor allem Sarah zu schaffen, die beispielsweise darunter leidet, dass ihr Sohn ihr noch nie in die Augen geblickt hat. Es kommt immer häufiger zu Streit zwischen Sarah und Marty, bis die Ehe so schwierig geworden ist, dass Marty auszieht. Eines Nachts sieht Oliver auf seinem Smartphone eine App namens „Misunderstood Monsters“, die die Geschichte eines Monsters namens „Larry“ erzählt, das nur einen Freund will. Nachdem Oliver die Geschichte gelesen hat, passieren seltsame Dinge: Lichter gehen von selbst aus und ein zweites Gesicht erscheint auf seinem Tablet, während er mit einer Bilder-App spielt. In der Schule wird Oliver aufgrund seines Zustands von seinen Mitschülern gemobbt. Sie locken ihn auf ein Feld, nehmen sein Handy weg und werfen es auf das Feld.
Eines Nachts organisiert Sarah eine Übernachtungsparty, damit Oliver geselliger werden kann. Die drei Jungen, die ihn gemobbt haben, kommen vorbei. Oliver versteckt das Tablet aus Angst davor. Einer der Jungen holt das Tablet und liest die Geschichte. Wieder gehen die Lichter aus und Larry erscheint, aber er ist nur durch die Kamera des Tablets zu sehen. Larry greift Byron, einen der Jungs, an und die verängstigten Jungs machen Oliver für den Vorfall verantwortlich. In den folgenden Tagen beginnt Sarah die gleichen seltsamen Dinge zu sehen. Als sie Larry durch Olivers Tablet konfrontiert, erfährt sie, dass Larry Oliver in seine Heimatwelt „mitnehmen“ möchte.
In dieser Nacht nimmt Marty Oliver mit zu seiner Nachtschicht als Parkplatzwärter. Larry, der nun als skelettähnliche Gestalt in den Schatten wandelt, nähert sich ihnen bedrohlich an. Als Marty miterlebt, wie Larry Oliver vom Boden aufhebt, glaubt er Sarah und Oliver endlich. Sie zerbrechen das Tablet und gehen davon aus, dass alles vorbei ist. Byron ist von dem Vorfall in Olivers Haus traumatisiert, wird sich aber klar darüber, was wirklich passiert ist, und spricht Oliver von der Schuld frei. Es stellt sich heraus, dass Byron und Oliver einst gute Freunde waren, aber ihre Freundschaft endete abrupt, weil Oliver Byron versehentlich verletzte, was auch dazu führte, dass ihre Mütter ihre Freundschaft auflösten. Beide versöhnen sich.
Eines Nachts bei der Arbeit wird Marty von Larry angegriffen, der durch Elektrizität reisen kann und normalerweise über Bildschirme mit Menschen kommuniziert. Marty ist verletzt, aber lebt noch. Larry greift Oliver in seinem Haus an, um den Jungen mitzunehmen. Sarah zerstört alle elektrischen Geräte im Haus, aber der Fernseher zeigt das E-Book von Larrys Geschichte vollständig bis zum Ende, wodurch Larry nun körperliche Gestalt annimmt, sich in der Realität ohne Bildschirm bewegen kann und beginnt, sie im ganzen Haus zu verfolgen. Oliver bringt Sarah auf das Feld, wo Larry keinen Strom hat, um ihnen zu folgen, aber Larry benutzt Olivers Telefon, das die Jungs zuvor geworfen haben, um sie auch dorthin zu verfolgen.
Oliver muss Larrys Hand nehmen, um Larrys Welt zu betreten, aber in letzter Sekunde ergreift Sarah stattdessen Larrys Hand. Sie bietet Larry an, mit ihm zu gehen und sein Freund anstelle von Oliver zu werden. In ihren letzten Momenten sieht Oliver Sarah zum ersten Mal direkt in die Augen. Larry verschwindet mit Sarah und lässt Oliver allein zurück.
Danach lebt Oliver bei Marty und sie beabsichtigen, mit ihrem Verlust fertig zu werden. In der Nacht spielen die Lichter wieder verrückt und unten sind seltsame Geräusche zu hören. Marty schnappt sich sein Handy und sieht Oliver und Sarah, die nun selbst eine geisterhafte Kreatur geworden ist, glücklich spielen. Sarah sagt ihrem Sohn „Ich beschütze dich“, während Marty lächelt. Larrys Schicksal ist unbekannt.

## Produktion
Im Oktober 2018 wurde bekannt gegeben, dass Jacob Chase eine Verfilmung seines Kurzfilms Larry schreiben und Regie führen wird. Bereits im September 2018 wurden Gillian Jacobs und Azhy Robertson für den Film gecastet, im November 2018 kam auch John Gallagher Jr. hinzu.

## Veröffentlichung
Come Play lief am 30. Oktober 2020 in den USA in den Kinos an. Es war ursprünglich für den 24. Juli 2020 geplant, aber die Veröffentlichung wurde aufgrund der COVID-19-Pandemie verschoben. Der Film wurde in den USA am 26. Januar 2021 auf DVD herausgebracht. In den deutschen Kinos wurde Come Play wegen der COVID-19-Pandemie nicht gezeigt, erschien aber am 19. August 2021 in deutscher Sprache auf DVD und Blu-ray.

## Synchronisation
| Rolle       | Darsteller/Originalsprecher | Synchronsprecher  |
| ----------- | --------------------------- | ----------------- |
| Oliver      | Azhy Robertson              | Emile Ismailov    |
| Sarah       | Gillian Jacobs              | Kaya Marie Möller |
| Marty       | John Gallagher Jr.          | Fabian Oscar Wien |
| Byron       | Winslow Fegley              | Francis Fanselow  |
| Dr. Robyn   | Eboni Booth                 | Nora Kunzendorf   |
| Mateo       | Jayden Marine               | Kian Weichert     |
| Zach        | Gavin MacIver-Wright        | GMika Hinz        |
| Mr. Calarco | Dalmar Abuzeid              | Marc Bluhm        |
| Jennifer    | Rachel Wilson               | Julia Stoepel     |